# Конёк-Горбунок (фильм, 1941)
«Конёк-Горбуно́к» — первый советский полнометражный цветной фильм-сказка, поставленный на студии «Союздетфильм» в 1941 году режиссёром Александром Роу по мотивам одноимённой сказки Петра Ершова и русских народных сказок. Фильм снят по двухцветной технологии, разработанной Николаем Агокосом, Фёдором Проворовым и Павлом Мершиным в лаборатории цветных изображений НИКФИ в 1931—1932 годах.
Премьера фильма в СССР состоялась 31 июля 1941 года.

## Сюжет
За морями, за горами живёт красавица Заря-Заряница. О ней мечтает крестьянский сын Иван. Но девушку собирается взять в жёны старый и злой царь Афрон. Однажды ночью Иван ловит на своём поле сказочную кобылицу. В её гриве он находит волшебное перо Жар-птицы. С помощью пера Иван оказывается обладателем двух коней с золотыми хвостами и диковинного Конька-Горбунка, ставшего верным другом и мудрым советчиком Ивана. 
Царь Афрон покупает коней, а Ивана берёт к себе главным конюшим. Царский спальник Чихирь в обиде на Ивана и поэтому ночью ворует у него перо Жар-птицы, которое оказывается в руках у царя.
Иван получает от Афрона приказание — в три дня и три ночи сыскать Зарю-Заряницу и доставить её во дворец. Отправившись на поиски красавицы, он попадает в засаду лесных разбойников, но спасается от гибели благодаря стае волков и Коньку-Горбунку. В то же время Чудо-юдо по прозванию Рыба-кит проглатывает корабли, на одном из которых оказывается родственница Месяца Заря-Заряница. Месяц вступает в конфликт с морским царём и даже вынужден обратиться за помощью к Ивану. Иван спускается на самое дно моря и передаёт подводному владыке ультиматум. Морской царь приказывает чудовищу выпустить на волю проглоченные им судна. Иван, выполнив поручение Месяца, доставляет Зарю-Заряницу к царю Афрону. Красавица обещает царю выйти за него замуж, если он искупается в кипящем молоке и превратится после этого в прекрасного юношу. Придворные советуют прежде испробовать это средство на Иване. Конёк-Горбунок помогает Ивану выдержать испытание, и последний становится краше прежнего.
Царь следует примеру Ивана, но погибает. Придворные в страхе разбегаются. Иван женится на Заре-Зарянице.

## История создания
Написание сценария цветного фильма-сказки на «Союздетфильме» поручили В. Швейцеру, соавтору А. Роу по предыдущему фильму «Василиса Прекрасная» (1939).
… я использую не только вариант сказки П. Ершова, но и другие многочисленные варианты.
… задача драматурга при переводе народной сказки на сложный синтетический язык кинематографа не может ограничиться только простой экранизацией, а заключается в создании нового — кинематографического — варианта сказки.Владимир Швейцер, «Вечерняя Москва» № 66 1940
Первый советский экспериментальный цветной фильм-сказка предполагал широкое применение оптических и постановочных трюков, воздушной и подводной съёмок.
Натурные съёмки в окрестностях подмосковного Загорска (ныне — Сергиев Посад) прошли в сентябре 1940 года, к участию в съёмках привлекли дрессированных лошадей Госцирка. На колхозном поле снимались ночные сцены поимки Иванушкой белоснежной кобылицы, в лесах и вдоль берега озера — погоня за братьями на Коньке-Горбунке (шотландский пони по кличке «Джером»).
Остальные объекты снимались во время весенней экспедиции 1941 года на южный берег Крыма. «Стан разбойников» — в Верхней Ореанде и окрестностях Ялты, в специально выстроенном декорационном комплексе на ялтинском стадионе — «Царский двор», «Ярмарка» — на ялтинской Чайной горке. Комбинированные «подводные» съёмки проходили в бассейне Ялтинской киностудии.
В записи песен приняли участие Д. Пантофель-Нечецкая и А. Виноградова.

## В ролях
- Пётр Алейников — Иванушка
- Марина Ковалёва — Заря-Заряница
- Вениамин Гут — царь Афрон
- Георгий Милляр — царский спальник Чихирь / сказитель / разбойник
- Лев Потёмкин — Цап-Царап
- Михаил Трояновский — старинушка
- Александр Жуков — Данила
- Николай Горлов — Гаврила
- Александр Тимонтаев — морской царь
- Нинель Урусова — ключница Домнушка
- Тарас Алейников — эпизод (в титрах не указан)

## Съёмочная группа
- Автор сценария — Владимир Швейцер
- Режиссёр-постановщик — Александр Роу
- Цветооператор — Георгий Рейсгоф
- Художник-постановщик — Алексей Уткин
- Композитор — Леонид Половинкин
- Звукооператор — Николай Озорнов
- Текст песен — Алексей Сурков
- Второй режиссёр — Леонид Альцев
- Операторы — Борис Монастырский, Сергей Антипов
- Художники — Ю. Лупандин, Л. Блатова, А. Шелапутина, Андрей Никулин, Н. Звонарёв, Л. Бойкова
- Художник-гримёр — А. Иванов
- Вторые операторы — С. Казаров, Семён Шер
- Художник комбинированных съёмок — Владимир Никитченко
- Монтажёр — Ксения Блинова
- Дирижёр — Давид Блок
- Директор — Г. Харламов